# Melissa Bonny
Melissa Bonny (Montreux, 23 januari 1993) is een Zwitsers singer-songwriter. Ze is vooral actief binnen het metalgenre en is oprichtster en zangeres van de symfonischemetalbands Ad Infinitum en The Dark Side Of The Moon. Daarvoor was ze zangeres van de bands Evenmore en Rage of Light.
Bonny beschikt over een mezzosopraanstem en wisselt zang af met grunten.

## Carrière
Bonny begon op haar zesde met zingen in een schoolkoor. Tijdens haar jeugd was ze meer geïnteresseerd in andere muziekgenres, zoals pop en reggaeton, maar rond 2011 raakte ze - door invloed van haar vader en vrienden - steeds meer geïnteresseerd in rock en metal. Na de middelbare school, in 2012, was Bonny korte tijd actief als zangeres van een coverband in de omgeving van haar geboorteplaats Montreux. Datzelfde jaar verruilde ze de coverband voor folkmetalband Evenmore. In 2015 werd ze ook zangeres van trancemetalband Rage of Light, die in 2018 een contract bij Napalm Records tekende. In 2018 stopte Bonny als zangeres van Evenmore en richtte symfonischemetalband Ad Infinitum op. Naast zingen schrijft ze teksten en composities voor de band. In juli 2019 tekende de band een contract bij Napalm Records.
In april 2021 kondigde Bonny haar vertrek bij Rage of Light aan via sociale media. In juli dat jaar richtte ze de symfonischemetalband The Dark Side Of The Moon op. De band bestaat uit Bonny als zangeres, gitarist Hans Platz (van de Duitse folkmetalband Feuerschwanz), harpiste Jenny Diehl (eveneens van Feuerschwanz) en drummer Morten Løwe Sørensen (van metalband Amaranthe). Diezelfde maand nog tekende de band een contract bij Napalm Records.
In 2023 ging Bonny door Zuid-Amerika op tour met Kamelot. Eveneens in 2023 zong Bonny het nummer Swallow the Fire in voor de game Metal: Hellsinger. In 2024 bracht Ad Infinitum de eerste single, Outer Space, van het album Abbys uit, dat later dat jaar zou verschijnen. Kort daarop was Bonny te horen op het nummer Herzblut van dArtagnan. Het was de eerste keer dat Bonny in het Duits zong (haar moedertaal is Frans en haar tweede taal is Engels).

### Overige activiteiten
Bonny was tevens zangeres van powermetalband Warkings. Bij die band werkte ze onder het pseudoniem Queen of the Damned. Ook plaatst ze eigen covers op haar YouTubekanaal en Patreonpagina, waarbij ze haarzelf soms op de akoestische gitaar begeleidt.
Op 5 augustus 2024 bracht Bonny haar eerste solonummer dat geen cover was uit: Gravitate. Het nummer bevatte geen metal- maar poprockelementen, maar toch ook een paar van de voor haar kenmerkende grunts. In 2025 verscheen de tweede solosingle, I'm a Monster, eveneens met poprockelementen en grunts, datzelfde jaar gevolgd door haar eerste soloplaat Cherry Red Apocalypse.

## Discografie

### Met Evenmore
| Jaar | Titel         | Opmerkingen |
| ---- | ------------- | ----------- |
| 2014 | The Beginning | EP          |
| 2016 | Last Ride     | Album       |

### Met Rage of Light
| Jaar | Titel                | Opmerkingen |
| ---- | -------------------- | ----------- |
| 2016 | Chasing a Reflection | EP          |
| 2019 | Imploder             | Album       |

### Met Ad Infinitum

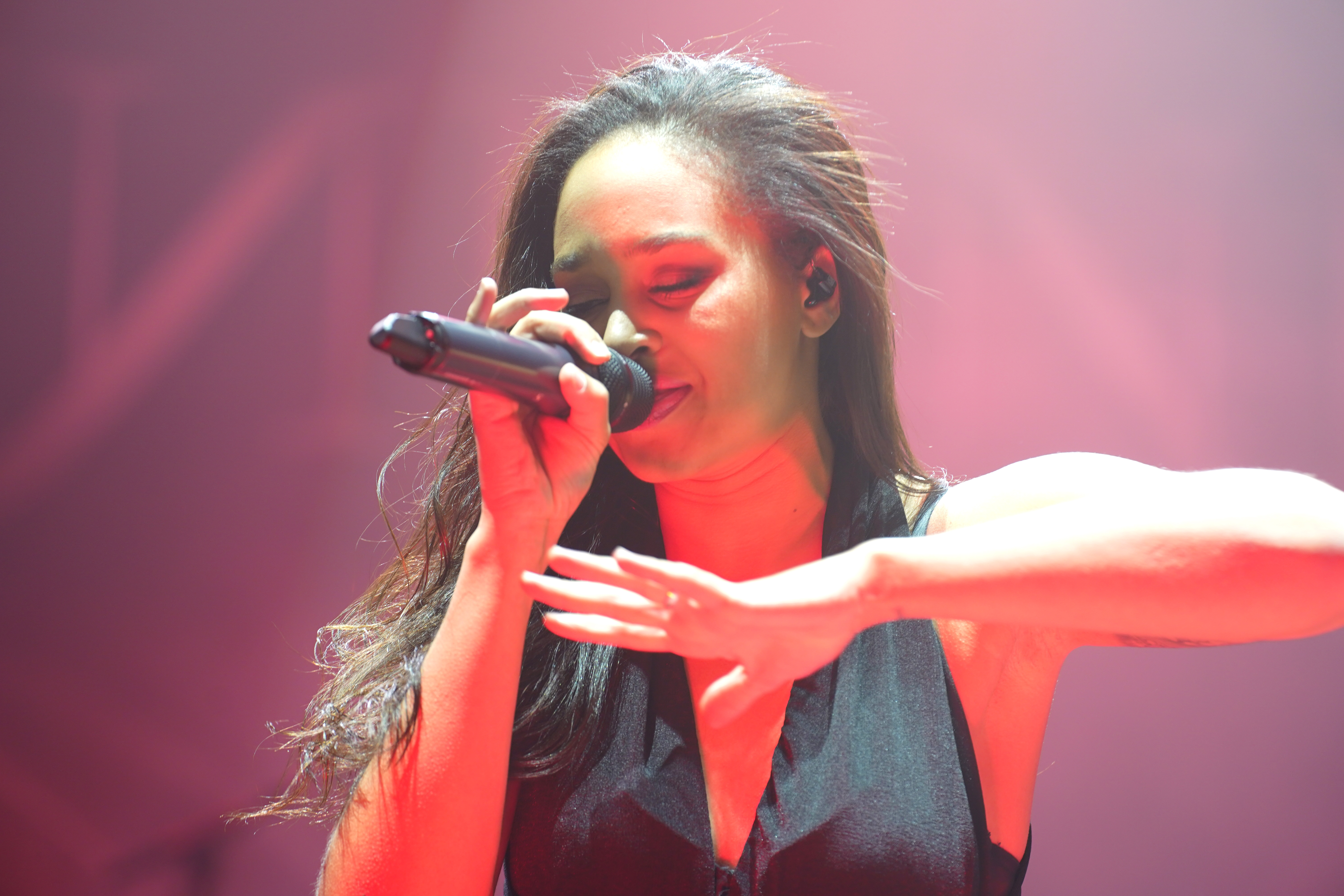
Bonny live met Ad Infinitum (2022)

| Jaar | Titel                 | Opmerkingen |
| ---- | --------------------- | ----------- |
| 2020 | Chapter I: Monarchy   | Album       |
| 2020 | Chapter I Revisited   | Album       |
| 2021 | Chapter II: Legacy    | Album       |
| 2023 | Chapter III: Downfall | Album       |
| 2024 | Abyss                 | Album       |

### Met The Dark Side Of The Moon
| Jaar | Titel         | Opmerkingen |
| ---- | ------------- | ----------- |
| 2023 | Metamorphosis | Album       |

### Overig/als gastmuzikant
| Jaar | Met artiest(en)                                             | Titel                             | Opmerkingen                              |
| ---- | ----------------------------------------------------------- | --------------------------------- | ---------------------------------------- |
| 2018 | Warkings                                                    | Reborn                            | Album                                    |
| 2019 | Skeletoon                                                   | Farewell                          | cover van Avantasia                      |
| 2020 | Warkings                                                    | Revenge                           | Album                                    |
| 2020 | Feuerschwanz                                                | Ding                              | Single - Cover van Seeed                 |
| 2021 | Feuerschwanz                                                | Warriors of the World United      | Single - cover van Manowar               |
| 2021 | Mortemia                                                    | Devastation Bound                 | Single                                   |
| 2022 | H.E.R.O.                                                    | Monster                           | Single                                   |
| 2022 | Eklipse                                                     | Not All Those Who Wander Are Lost | Single                                   |
| 2023 | Nils Courbaron, Francesco Saverio Ferraro en Adrienne Cowan | Lady Marmalade                    | Single - cover van Eleventh Hour/Labelle |
| 2023 | Pyramaze                                                    | Alliance                          | Single                                   |
| 2023 | Kamelot                                                     | New Babylon                       | Single                                   |
| 2024 | Arion                                                       | Wings of Twilight                 | Single                                   |
| 2024 | dArtagnan                                                   | Herzblut                          | Single                                   |

### Soloalbums
| Jaar | Titel                 |
| ---- | --------------------- |
| 2025 | Cherry Red Apocalypse |

### Solosingles
| Jaar | Titel                       | Opmerkingen                                                            |
| ---- | --------------------------- | ---------------------------------------------------------------------- |
| 2012 | Part Of Me                  | cover van Katy Perry - met From Uranus                                 |
| 2015 | March of Mephisto           | cover van Kamelot                                                      |
| 2015 | The Second Stone            | cover van Epica                                                        |
| 2015 | Take Me to Church           | cover van Hozier                                                       |
| 2015 | A Rose for Epona            | cover van Eluveitie                                                    |
| 2016 | Burn                        | cover van Gus G                                                        |
| 2016 | Unhappy Ending              | met Marta Sacri                                                        |
| 2017 | Challenge                   | cover van Cellar Darling                                               |
| 2017 | Liar Liar                   | cover van Kamelot                                                      |
| 2017 | Teardrops                   | met Jonathan Pellet                                                    |
| 2019 | Sacrimony                   | cover van Kamelot                                                      |
| 2019 | Dig Up Her Bones            | cover van The Misfits                                                  |
| 2020 | Toss A Coin To Your Witcher | met Ralf Scheepers en Nicolas Pelissier                                |
| 2022 | Out In The Real World       | cover van Stream of Passion - met Adrian Theßenvitz (van Ad Infinitum) |
| 2024 | Gravitate                   |                                                                        |
| 2025 | I'm a Monster               |                                                                        |

## Privéleven
Bonny heeft sinds eind 2020 een relatie met Morten Løwe Sørensen, drummer van Amaranthe en The Dark Side Of The Moon, waarmee ze samenwoont in Denemarken. Eerder woonde ze in Dublin, waar ze Engels studeerde (Cambridge Advanced English), en in Madrid, waar ze Spaans studeerde.